# 점성술의 진행
점성술의 진행(占星術的 進行, astrological progressions)은 천궁도 점성술에서 미래의 경향과 발전에 대해 예측하기 위하여 사용되는 주요 방법들 가운데 하나이다. (그러한 예측의 다른 방법으로는 하늘의 특정 객체를 가로지르는 행성의 전진 운동인 통과가 있다.) 그것의 이름이 내포하고 있는 것처럼, 점성술적 진행은 출생 시간이나 주제의 발단에서부터 천궁도를 앞으로 진행 시키는 기법을 포함하며, 가장 일반적으로 특정 개인의 출생이나 출생 천궁도에 사용된다.
진행은 두가지 방식이 있는데, 하나는 부차적 진행(副次的 進行, Secondary progression) 또는 "일 년에 하루"의 진행이며, 다른 하나는 태양의 호 진행(太陽之 弧 進行, Solar arc progression) 또는 "1년에 1도"의 진행이다.  두 체계 모두에서, 행성과 상승점 그리고 중천점은 모두 변화하는 위치에 있으며, 점성가는 그러한 변화를 고찰한다. 특별히 고려할 것은 황도대의 별자리와 하우스의 이동이며, 원본 천궁과 진행된 행성들이 맺는 각도이나 각이다.

## 예언의 점성술
점성술적 진행은 점성술이 미래의 경향과 발전을 예언이나 예견할 수 있다는 주장으로써 일반적으로 예언의 점성술이라 불리는 것의 일부이다. 현대 점성술은 미래에 대해 직접적인 예언을 할 수 있다고 주장하지는 않기 때문에, 오늘날 대부분의 점성가들은 "예언"이라는 용어를 다소 부적절한 명칭이라 여긴다. 대신에, 미래에 관한 점성술적 형태는 여러 가지의 가능한 일들 가운데 하나에 부합될 수 있다. 사실, 예언된 무엇은 주변 환경의 동향이며 상황에 대한 개인의 반응의 본성이다. 다른 말로 하면, 개의 삶에 있어서, 진행된 그리고 통과하는 행성의 이동은 출생 천궁도에서 나타난 잠재적인 것에 호의적이나 비호의적인 환경으로 발전할 기회가 부여될 때의 국면을 의미한다.
게다가, 현대 점성가들은 자유의지의 역할을 강조한다. 점성술은 운명이나 처음부터 결정된 행동 양식을 드러내는 것이 아니며, 그것은 오히려 한 사람의 장점과 약점, 재능 그리고 기회를 드러낸다. 천궁도가 미래를 결정하지는 않지만, 개인이 선택할 수 있는 앞에 높여진 가능한 진로들을 보여줄 수는 있다.  현대 점성가들은 어떠한 행성의 각도 그것으로부터 비롯된 어떤 진로와 이익이 차단될 수 없는 숙명을 야기하지 않으며 실제적 사건의 발생은 주로 개인의 선택의 자유에 달려있다고 주장한다. 점성가의 역할은 개인이 삶에 있어서 사리에 맞고 현명한 선택을 할 수 있는 향상된 능력을 갖을 수 있도록 행성들의 이동과 그것들의 의미에 관한 자기인식을 일깨우는 것이다. 요컨데, 일반적으로 현대 점성가는 미래의 실제적 사적을 예언하지 않으며, 미래가 계획되어 있고 결정되어 있다고 주장하지도 않는다.

## 부차적 진행
부차적 진행은 일년에 하루의 진행과 주요 진행, 또는 부차적 방향이라고도 불린다. 이 진행은 한 사람의 인생의 1년마다 출생청궁도를 하루씩 앞으로 이동하는 것을 포함한다. 예를 들어, 1983년 4월 2일에 태어난 사람은 2007년의 천궁도를 얻기 위해서는 1982년 4월 27일의 행성에 배치에 근거하여 천궁도가 작도되어야 한다. 그 사람의 출생후 25일이 지난 천궁도는 그 사람의 25번째 해를 상징하는 것으로 여겨지며 그 해의 잠재적 경향들을 나타낸다. 부차적 진행은 주류의 점성가들에게 진행의 가장 중요한 형식으로 여겨진다.

## 태양의 호 진행
태양의 호 진행은 1년에 1도의 진행과 태양의 호 방향이라고도 불린다. 이 진행의 방식은 천궁도 전체를 1년마다 1도씩 움직이는 것을 포함한다. 따라서, 1982년에 태어난 한 사람이 2007년의 천궁도는 출생일로부터 태양이 25도 앞으로 이동한 행성들의 배치에 근거하여 작도된 진행 천궁도로써 얻어진다. (그렇게 생성된 천궁도는 실제로는 있었던적 없는 행성의 배치를 지니고 있음에 유의해야 한다.) "태양의 호 진행"이라는 용어는 태양은 하루에 약 1도 움직인다는 사실에서 파생되었고, 그 기법에 있어서 나머지 행성들은 어느정도는 태양을 "따라서 이동한다." 다른말로 하면, 그 행성들은 부차적 진행에서 태양이 움직인 거리와 같은 큼 이동된. 일반적으로 태양의 호 진행의 기법을 사용하는 점성가들은 그것을 부차적 진행과 조합해서 사용될 수 있는 부가적인 정보의 출처로 여긴다.

## 다른 기법
여러 다른 진행 기법들도 사용되어오고 있다. 그것들은 다음을 포함한다.
- 보조(補助, minor) 진행: 삶의 1년씩은 출생부터의 1달씩과 동일하다.
- 제3의(第三之, tertiary) 진행: 삶의 한달씩은 출생부터의 하루씩과 동일하다.
- 역방향(逆方向, converse) 진행: 삶의 일년씩은 출생부터 (거꾸로 시간이 흐르는) 과거로의 하루씩과 동일하다.

상승점의 호(上昇點之 弧, ascendant arc) 진행: 행성들은 부차적 진행의 상승점의 이동 거리 만큼 이동된다.
상징적 호(象徵的 弧, 진행) 진행: 행성들은 임의의 도수만큼, 예를 들면, 매년마다 3도씩이나 매년마다 5도씩 등  만큼 움직여진다.

## 해석
진행의 해석은 통과와 매우 유사하다. 그러나, 일반적으로, 진행은 (종종 외부의 사건에 자극받은) 개인의 내면으로부터의 심리적인 발전을 수반하는 반면, 통과는 개인의 삶에 있어서 통제 밖의 상황의 발전을 수반한다.
진행에 대해서 고찰하는데 있어서 가장 중요한 부분은 언제나 출생 천궁도의 형태가 진행 천궁도들의 가치를 결정한다는 것이다. 예를 들어, 출생 천궁도에서 만일 태양과 화성이 서로 어려운 각을 맺고 있다면, 진행된 화성과 출생의 태양이 서로 긍정적이거나 용이한 각을 맺고 있다고 하여도 그만큼의 유익함은 기대할 수 없을 것이다. 또한, 출생 천궁도에서 행성이 각을 맺지 않고 있다면, 대개는 진행된 각에서 그만큼의 효과를 기대할 수 없을 것이다. 요컨대, 각각의 개인은 모두 그들의 삶에 관한 천궁도의 형태를 지니고 있으며, 행성의 전진된 그리고 통과하는 이동은 출생 천궁도에 있는 력이 발전할 기회를 제공헤 줄 것이다.
일반적으로, 진행은 개인 내의 행성(태양과 달, 수성, 금성 그리고 화성)만 중요하게 여긴다. 그러나, 개인적 행성이 개인초월적 외부 행성과 각을 맺는 것은 고려된다. 진행 기법을 사용하는 많은 점성가들에게 진행에 의한 정거나 역행 또는 순행과 같이 느린 이동 또한 중요하게 여겨진다.

## 진행 행성의 각
진행된 행성들의 주요한 의미는 그것들이 출생 천궁도의 각을 맺을 때 나타난다. 일반적으로 진행된 각은 출생 행성의 양옆으로 1도씩의 범위가 허용된다. 다음은 진행된 각의 효과에 대한 간략한 묘사이다.
- 진행된 태양: 주요한 의미를 지니는 기간이다. 심리적으로 그리고 상관적인 환경을 통하여, 그 때는 모든 삶의 방식을 통틀어 중요한 조정과 준비 그리고 통합의 기회가 무르익게 될 것이다.
- 진행된 달: 약 한 달의 기간으로, 해당 행성과 관련된 사건과 심리적 특징이 강조되며 활성화 될 것이다. 진행된 달은 종종 진행된 다른 행성에 의해서 활성화 된 양식의 '도화선'으로도 역할한다.[9]
- 진행된 수성: 일반적으로 변화와 필수적인 재조정, 늘어난 정신 활동, 여행 그리고 평균 이상의 중요성을 지니는 문학적인 것을 나타낸다.
- 진행된 금성: 감정적이며 개인적인 그리고 창조적인 관심에 관련하여 큰 중요성을 지니는 기간으로, 결혼이나 사랑에 빠짐 또는 사랑이 식음, 영감에 기인하는 창조적 활동 혹은 자식의 출생이나 금전정 문제의 강조를 의미할 수 있다.

진행된 화성: 활동과 다툼 그리고 모험이 증가되는 시기로, 반드시 힘을 통제해야 하며, 충동적인 행동을 회피해야 한다. 당사자는 더 우발적인 경향이 있다. 이 시기는 벼르던 솔선해서 하는 일이나 방해하는 일을 하기에 이상적인 때가 될 수 있다.

## 진행된 각
출생 시간이 매우 정확히 알려지지 않았다면, 상승점과 중천점의 진행은 무시될 수 있다. 진행된 상승점과 형성하는 각은 자기 중심적 관심사와 개인적 야망 그리고 건강에 있어서 중요한 발전을 암시한다. 진행된 중천점은 경력과 직업의 관심사의 발전을 암시한다.

## 역행 운동
행성의 역행 운동은 지구가 보다 느린 외행성을 지날 때나, 보다 빠른 행성이 지구를 지날 때, 하늘을 통해서 행성이 거꾸로 이동하는 것으로 보이는 것이다. 부차적 진행 또는 일년에 하루의 진행 기법에 있어서, 역행 운동은 차트에서 한 행성이 하루 앞으로 진행하는 것이 그 행성이 반시계 방향인 거꾸로 이동함을 야기한다는 의미이다. 점성술에서, 전통적으로 그러한 반대방향으로의 이동은 그것이 '자연의' 이동 규칙에 거스르고 있었으므로, 불운하거나 불긴한 것으로 여겨졌고 출생 때에 역행 하는 행성은 출생 천궁도의 취약점으로 여겨졌다.
행성의 역행 운동은 주로 통과에 관해서만 언급되는데도 불구하고, 대부분의 점성가들은 그것이 시련과 곤경을 의미한다고 여긴다. 예를 들어, 일반적으로 수성의 역행은 우편이나 이메일이 잘못 전달되는 것과 말의 오해와 같은 같은 의사소통의 곤란과 여행의 지연이나 무산을 뜻한다. 그러나, 어떤 점성가들은 순행에서 역행으로의 변화가 무엇에 대해 자동적으로 억제와 제한을 (또는 급작스러운 반대방향으로의 전향을) 야기하는 것으로 여기지 않는다. 그들에 의해서는 오히려 어느 이동 방항으로의 변화는 다만 삶의 어떤 부분에 대한 개인의 조정에 있어서의 변화를 나타낸다고 여겨진다. 사실, 특히 외행성은 40% 이상의 시간은 역행하기 때문에, 많은 점성가들은 역행 운동에 어떤 특별한 중요성을 부여하지 않는다. 만일, 진행된 행성에 역행의 완전한 내포가 있다해도 그들에게는 그것이 상대적으로 크게 고려되지는 않는다.